# بنانا فيش
بنانا فيش هي مانغا شونين يابانية من تأليف أكيمي يوشيدا. صدرت في عام 1985 إلى 1994. أقتبست المانغا إلى مسلسل أنمي تلفزيوني من إنتاج ستديو مابا عُرض في عام 2018.

## الشخصيات

### الرئيسية
آش لينكس (アッシュ・リンクス)
أداء صوتي: يوما أوتشيدا
إيجي أوكومورا (奥村 英二 <おくむら えいじ>)
أداء صوتي: كينجي نوجيما

## القصة
عام 1973 في العراق، أصيب جندي أمريكي بالجنون وأخذ بإطلاق النار على رفاقه الجنود، ومنذ ذلك الوقت كانت الكلمات الوحيدة التي قالها هي “بنانا فيش”. بعد 12 عامًا في مدينة نيويورك يقوم شرطي بالتحقيق في سلسلة من حالات الانتحار المريبة، ورجل يحتضر يقوم بإعطاء زعيم عصابة شاب يدعى آش لينكس زجاجة تحتوي على مادة غامضة…

## روابط خارجية
- بنانا فيش على موقع ANN manga (الإنجليزية)